# Przegląd Klasyczny
Przegląd Klasyczny – kwartalnik ukazujący się we Lwowie w latach od 1935 do 1939 roku. Był kontynuacją Kwartalnika Klasycznego. Czasopismo miało charakter popularnonaukowy, ukazywały się w nim prace z zakresu filologii klasycznej, historii i kultury antyku. Redaktorem naczelnym był: Ryszard Ganszyniec. 